# 圆的面积
一个半径为 r 的圆的面积为{\displaystyle \pi r^{2}}。这里的希腊字母π，和通常一样代表圆周长和直径的比值，即為圆周率。
现代数学家可以用微积分或更高深的后继理论实分析得到这个面积。但是，在古希腊，数学家阿基米德在《圆的测量》中使用欧几里得几何证明了一个圆周内部的面积等於一個以其圓周長及半徑作為兩個直角邊的直角三角形面積。周长为{\displaystyle 2\pi r}，直角三角形的面积為兩直角邊乘積的一半，得出圆的面积为{\displaystyle \pi r^{2}}。中國古代流傳之《九章算術·方田》章中的圓田術對圓面積計算的敘述為“半周半徑相乘得積步”。魏晉時代的劉徽注解《九章算術》時，則以“窮盡”割圓術提供了相同結果的證明。
除了这上述古老和现代的方法，我们也考察一些具有历史和实际兴趣的不同方法。

## 算术证明
按照阿基米德（Archimedes & 260 BCE）的方法，比较一个圆与底为圆周长高为半径的直角三角形。如果圆与三角形的面积不相等，那么必为大于或小于。我们用反证法排除这两种情形，剩下惟一可能就是等于。证明的关键是利用正多边形。

### 不大于

正方形和正八边形内接于圆，显示了面积差

假设圆面积{\displaystyle C}大于三角形{\displaystyle T={\frac {1}{2}}cr}。记{\displaystyle E}为超过的部分。取一正方形内接于圆周，所有四个角在圆周上。在正方形和圆周之间是四个小弓形。如果这四个弓形的总面积{\displaystyle G_{4}}大于{\displaystyle E}，将每条弧平分。这样内接正方形变成了内接正八边形，产生了的 8 个弓形，总面积{\displaystyle G_{8}}更小。继续分割，直到总面积差{\displaystyle G_{n}}小于{\displaystyle E}。现在内接正多边形的面积{\displaystyle P_{n}=C-G_{n}}，一定比三角形的面积大。
{\displaystyle {\begin{aligned}E&{}=C-T\\&{}>G_{n}\\P_{n}&{}=C-G_{n}\\&{}>C-E\\P_{n}&{}>T\end{aligned}}}
但这产生了矛盾：从圆心向正多边形的每一边作垂线，垂线的长度{\displaystyle h}一定比圆半径小。而且每条多边形的边长{\displaystyle s}小于弓形弧长，这样边长{\displaystyle ns}总和小于圆周长。多边形区域和{\displaystyle n}个底为{\displaystyle s}高{\displaystyle h}的三角形面积，即等于{\displaystyle {\frac {1}{2}}nhs}。但是由于{\displaystyle h<r}和{\displaystyle ns<c}，多边形面积一定小于三角形面积{\displaystyle {\frac {1}{2}}cr}，矛盾。从而我们的假设{\displaystyle C}比{\displaystyle T}大一定是错误的。

### 不小于

圆外切正方形和正八边形，显示了面积差

假设圆面积小于三角形的面积。记{\displaystyle D}为不足的部分。取一个圆外切正方形，所以每条边的中点在圆周上。如果正方形和圆周的面积差{\displaystyle G_{4}}，大于{\displaystyle D}，将所有角用圆的切线裁去得到了一个圆外切正八边形，继续这样的过程直到面积差小于{\displaystyle D}。正多边形的面积{\displaystyle P_{n}}一定小于{\displaystyle T}。
{\displaystyle {\begin{aligned}D&{}=T-C\\&{}>G_{n}\\P_{n}&{}=C+G_{n}\\&{}<C+D\\P_{n}&{}<T\end{aligned}}}
这样同样得到了矛盾：因为圆心到多边形各边的垂线是半径，长为{\displaystyle r}。而边长总和大于圆周长，多边形由 n 个全等的三角形组成，总面积大于{\displaystyle T}。又一次我们得到了矛盾，从而假设{\displaystyle C}大于{\displaystyle T}一定也是错的。
所以圆的面积一定恰好和三角形的面积相等。这样便证明了结论。

## 重排证明

圆面积重排

按照 Satō Moshun (佐藤茂春《算法天元指南》) (Smith & Mikami 1914，pp. 130–132)和列奥纳多·达芬奇(Beckmann 1976，p. 19)的方法，我们可用另一方式使用圆内接正多边形。假设我们有一个内接正六边形。将其从圆心剪开为 6 个三角形。相对的两个三角形和两条相同的直径相接；沿着一条滑动，这样辐射状的边变为相邻。它们现在组成了一个平行四边形，六边形的边组成了一组相对底边{\displaystyle s}。两条辐射状边组成了斜边，高为{\displaystyle h}（和阿基米德里证明中的相同）。事实上，我们可以把所有的三角形连续排列起来，可组成一个大平行四边形。如果我们把边数增加为 8 条以及更多，同样成立。对一个正{\displaystyle 2n}多边形，平行四边形的底边长为{\displaystyle 2ns}，高为{\displaystyle h}。当边数增加时，平行四边形的边长趋近于周长一半，高趋近于圆半径。取极限，平行四边形变为一个宽{\displaystyle \pi r}高{\displaystyle r}的长方形。 
| 多边形                  | 多边形 | 多边形                               | 平行四边形 | 平行四边形           | 平行四边形 | 平行四边形 | 平行四边形 | 平行四边形           |
| {\displaystyle n}       |        | 边                                   |            | 底                   |            | 高         |            | 面积                 |
| ----------------------- | ------ | ------------------------------------ | ---------- | -------------------- | ---------- | ---------- | ---------- | -------------------- |
| 4                       |        | 1.4142136                            |            | 2.8284271            |            | 0.7071068  |            | 2.0000000            |
| 6                       |        | 1.0000000                            |            | 3.0000000            |            | 0.8660254  |            | 2.5980762            |
| 8                       |        | 0.7653669                            |            | 3.0614675            |            | 0.9238795  |            | 2.8284271            |
| 10                      |        | 0.6180340                            |            | 3.0901699            |            | 0.9510565  |            | 2.9389263            |
| 12                      |        | 0.5176381                            |            | 3.1058285            |            | 0.9659258  |            | 3.0000000            |
| 14                      |        | 0.4450419                            |            | 3.1152931            |            | 0.9749279  |            | 3.0371862            |
| 16                      |        | 0.3901806                            |            | 3.1214452            |            | 0.9807853  |            | 3.0614675            |
| 96                      |        | 0.0654382                            |            | 3.1410320            |            | 0.9994646  |            | 3.1393502            |
| {\displaystyle \infty } |        | {\displaystyle {\frac {1}{\infty }}} |            | {\displaystyle \pi } |            | 1          |            | {\displaystyle \pi } |

## 洋葱证明

通过环形积分求圆的面积

使用微积分，我们将圆像洋葱一样分为薄圆环，递增地求出面积。这是二维微积分学。对“洋葱”以 t 为半径的无穷薄圆环，贡献的面积是{\displaystyle 2\pi t\;dt}，周长的长度乘以其无穷小宽度。这样对半径为{\displaystyle r}的圆给出了一个初等积分：
{\displaystyle {\begin{aligned}\mathrm {Area} (r)&{}=\int _{0}^{r}2\pi t\,dt\\&{}=\left[(2\pi ){\frac {t^{2}}{2}}\right]_{t=0}^{r}\\&{}=\pi r^{2}.\end{aligned}}}

## 半圆证明

半径为r的半圆

利用三角换元法，我们代换{\displaystyle x=r\sin \theta }：
{\displaystyle dx=r\cos \theta \,d\theta }
{\displaystyle \theta =\arcsin \left({\frac {x}{r}}\right)}
圆面积 {\displaystyle =2\int _{-r}^{r}{\sqrt {r^{2}-x^{2}}}\,dx}
{\displaystyle =4\int _{0}^{r}{\sqrt {r^{2}-x^{2}}}\,dx}
{\displaystyle =4\int _{0}^{\frac {\pi }{2}}{\sqrt {r^{2}(1-\sin ^{2}\theta )}}\cdot r\cos \theta \,d\theta }
{\displaystyle =4r^{2}\int _{0}^{\frac {\pi }{2}}\cos ^{2}\theta \,d\theta }
利用三角恒等式 {\displaystyle \cos 2\theta =2\cos ^{2}\theta \ -1}，
{\displaystyle =2r^{2}\int _{0}^{\frac {\pi }{2}}(1+\cos 2\theta )\,d\theta }
{\displaystyle =2r^{2}\left[\theta +{\frac {1}{2}}\sin 2\theta \right]_{0}^{\frac {\pi }{2}}}
{\displaystyle =\pi r^{2}.}

## 快速逼近
阿基米德算法逼近圆的面积数值非常费力，他算到96边形就停下了。日後出現一个更快的方法，由威理博·斯涅尔提出（Cyclometricus，1962年），惠更斯步其后尘（De Circuli Magnitudine Inventa，1654年），
Gerretsen & Verdenduin (1983，pp. 243–250) 记载这种方法。
给定一个圆周，设{\displaystyle u_{n}}为内接正{\displaystyle n}边形的周长，设{\displaystyle U_{n}}为外切正{\displaystyle n}边形的面积。那么我们用如下两个公式：
{\displaystyle u_{2n}={\sqrt {U_{2n}u_{n}}}}    （几何平均）
{\displaystyle U_{2n}={\frac {2U_{n}u_{n}}{U_{n}+u_{n}}}}    （调和平均）
阿基米德将一个六边形翻倍4次得到了96边形。对一个单位圆，一个内接正六边形有{\displaystyle u_{6}=6}，一个外切正六边形有{\displaystyle U_{6}=4{\sqrt {3}}}。很幸运地我们有十进制小数记法和上面两个公式，所以可以快速算完七次：
| {\displaystyle k} |  | {\displaystyle n} |  | {\displaystyle u_{n}} |  | {\displaystyle U_{n}} |  | {\displaystyle {\frac {u_{n}+U_{n}}{4}}} |
| ----------------- |  | ----------------- |  | --------------------- |  | --------------------- |  | ---------------------------------------- |
| 0                 |  | 6                 |  | 6.0000000             |  | 6.9282032             |  | 3.2320508                                |
| 1                 |  | 12                |  | 6.2116571             |  | 6.4307806             |  | 3.1606094                                |
| 2                 |  | 24                |  | 6.2652572             |  | 6.3193199             |  | 3.1461443                                |
| 3                 |  | 48                |  | 6.2787004             |  | 6.2921724             |  | 3.1427182                                |
| 4                 |  | 96                |  | 6.2820639             |  | 6.2854292             |  | 3.1418733                                |
| 5                 |  | 192               |  | 6.2829049             |  | 6.2837461             |  | 3.1416628                                |
| 6                 |  | 384               |  | 6.2831152             |  | 6.2833255             |  | 3.1416102                                |
| 7                 |  | 768               |  | 6.2831678             |  | 6.2832204             |  | 3.1415970                                |
最后一个数值的一个最佳有理逼近是{\displaystyle {\frac {355}{113}}}，这是{\displaystyle \pi }非常好的一个近似。但是斯涅尔提出（惠更斯证明）了一个比阿基米德方法更佳的界。
{\displaystyle n{\frac {3\sin {\frac {\pi }{n}}}{2+\cos {\frac {\pi }{n}}}}<\pi <n{\frac {2\sin {\frac {\pi }{n}}+\tan {\frac {\pi }{n}}}{3}}}
从而我们能得到同样的逼近，从 48 边形算得十进制值约为 3.14159292。

### 推导

圆和相似三角形：外切边、内接边及其补、内接割线及其补

让我们考虑边长为{\displaystyle s_{n}}的圆内接正{\displaystyle n}边形，其中一条边为{\displaystyle AB}是圆的一条弦。设{\displaystyle A'}为圆周上{\displaystyle A}的对径点，从而{\displaystyle A'A}是一条直径，{\displaystyle A'AB}是直径上的一个圆内接三角形。由泰勒斯定理，这是一个直角三角形，角{\displaystyle B} 是直角。设{\displaystyle A'B}长{\displaystyle c_{n}}，我们称为{\displaystyle s_{n}}的补；从而{\displaystyle {c_{n}}^{2}+{s_{n}}^{2}=(2r)^{2}}。
设{\displaystyle C}平分弧{\displaystyle AB}，设{\displaystyle C'}为{\displaystyle C}的对径点。从而{\displaystyle CA}的长度为{\displaystyle s_{2n}}，{\displaystyle C'A}的长度为{\displaystyle c_{2n}}，{\displaystyle C'CA}是直径{\displaystyle C'C}上的直角三角形。因为{\displaystyle C}平分弧{\displaystyle AB}，{\displaystyle C'C}垂直于弦{\displaystyle AB}，垂足设为{\displaystyle P}。三角形{\displaystyle C'AP}也是一个直角三角形，相似于{\displaystyle C'CA}，因为它们在{\displaystyle C}有公共角。从而所有三条对应的边有相同的比例，特别地我们有
{\displaystyle C'A:C'C=C'P:C'A}以及{\displaystyle AP:C'A=CA:C'C}。圆心{\displaystyle O}，平分{\displaystyle A'A}，所以三角形{\displaystyle OAP}也相似于{\displaystyle A'AB}，{\displaystyle OP}的长度是{\displaystyle A'B} 的一半。就边长而言，我们得出
{\displaystyle {\begin{aligned}c_{2n}^{2}&{}=\left(r+{\frac {1}{2}}c_{n}\right)2r\\c_{2n}&{}={\frac {s_{n}}{s_{2n}}}.\end{aligned}}}
在第一个等式中{\displaystyle C'P}为{\displaystyle C'O+OP}，长度{\displaystyle r+{\frac {1}{2}}c_{n}}，而{\displaystyle C'C}为直径{\displaystyle 2r}。对一个单位圆我们有著名的鲁道夫·范·科伊伦翻倍公式，
{\displaystyle c_{2n}={\sqrt {2+c_{n}}}.\,\!}
现在如果我们外切一个正 n 边形，边为{\displaystyle A''+B''} 平行于{\displaystyle AB}，那么{\displaystyle OAB}和{\displaystyle OA''B''}是相似三角形，得出{\displaystyle A''B'':AB=OC:OP}。称外切边长为{\displaystyle S_{n}}，那么
{\displaystyle S_{n}:s_{n}=1:{\frac {1}{2}}c_{n}}。（我们又一次用到了{\displaystyle OP}长是{\displaystyle A'B}的一半。）
从而我们得到
{\displaystyle c_{n}=2{\frac {s_{n}}{S_{n}}}.\,\!}
称外切周长为{\displaystyle u_{n}=ns_{n}}，内接周长{\displaystyle U_{n}=nS_{n}}。那么将这些等式联合起来，我们有
{\displaystyle c_{2n}={\frac {s_{n}}{s_{2n}}}=2{\frac {s_{2n}}{S_{2n}}},}
所以
{\displaystyle u_{2n}^{2}=u_{n}U_{2n}.\,\!}
给出一个几何平均等式。
同样我们也推出
{\displaystyle 2{\frac {s_{2n}}{S_{2n}}}{\frac {s_{n}}{s_{2n}}}=2+2{\frac {s_{n}}{S_{n}}},}
或
{\displaystyle {\frac {2}{U_{2n}}}={\frac {1}{u_{n}}}+{\frac {1}{U_{n}}}.}
给出一个调和平均等式。

## 飞镖逼近

蒙特卡罗方法求圆面积。由这 900 个样本算得 4×^{709}⁄_{900} = 3.15111.

当更好的方法寻找圆的面积无效时，我们可以求助于“掷飞镖”。这种蒙特卡罗算法的原理是：如果随机样本一致地散布于一个包含圆的正方形中，样本击中圆的比例趋近于圆和正方形的面积比。这可以视为求圆（或任何区域）面积的最后一种手段，因为它要求巨大的样本数才能确保精确度，一个 10−n 的估计需要大约 100n 个随机样本(Thijsse 2006，p. 273)。在某些情形，蒙特卡罗算法是数值逼近可用的最好方法。

## 有限拼图
我们已经看到可以将圆分为无穷块重组为一个长方形。最近(Laczkovich 1990)发现的一个惊人的事实是我们可以将圆分为很大但有限块然后重拼成一个相同面积的正方形。这称为塔斯基分割圆问题。米可斯·拉茲柯維奇的证明本质是他证明了“存在”这样的分解（事实上有很多），但是没有给出任何实际的分解。

## 推广
我们可以将圆伸缩长为一个椭圆。因为伸缩是一个平面的线性变换，一个变形因子会改变面积但是保持面积的比例。这个观察可以用于从单位圆得出任何椭圆的面积。
考虑单位圆内切于边长为 2 的正方形。一个伸长或收缩分别把水平与垂直半径变为椭圆的半长轴与半短轴。正方形变为一个外切于椭圆的长方形。圆与正方形面积比为{\displaystyle {\frac {\pi }{4}}}，这意味着椭圆与长方形的面积比也是{\displaystyle {\frac {\pi }{4}}}。假设{\displaystyle a}和{\displaystyle b}分别为椭圆的半长轴与半短轴。因长方形的面积为{\displaystyle 4ab}，从而椭圆的面积是{\displaystyle \pi ab}。
我们也可以考虑高维数类似测度，比如可能想要求出球体的体积。当我们知道球面面积公式后，可以使用与圆一样的“洋葱”积分法。

## 脚注
1. ↑  中文的“圆”可以指圆周（circle）也能指圆盘（disk），此文中“圆”指圆盘。